# Invasión alemana de Polonia de 1939
La invasión alemana de Polonia fue una acción militar de la Alemania nazi encaminada a anexionarse el territorio polaco. La operación técnica, conocida como «Caso Blanco» (en alemán, Fall Weiss), se inició el 1 de septiembre de 1939 y las últimas unidades del ejército polaco se rindieron el 6 de octubre de ese mismo año. Fue el detonante de la Segunda Guerra Mundial en Europa y acabó con la Segunda República Polaca.
La invasión de Polonia fue la primera de las agresiones bélicas que la Alemania de Hitler emprendería. El ejército polaco fue fácilmente derrotado, al no poder hacer frente a las superiores tropas germanas, las cuales estaban usando su famosa técnica llamada blitzkrieg (‘guerra relámpago’) inventada por el general Heinz Guderian, basadas en un gran movimiento rápido de los blindados y la máxima potencia de fuego brutalmente aplicada. No obstante, la caída de Polonia se aceleraría por la posterior invasión hecha por la Unión Soviética el 17 de septiembre y la ausencia de ayuda de sus aliados Reino Unido y Francia. 
La caída de Polonia significaría la caída abrupta de los estándares de vida de sus ciudadanos, especialmente de los polacos judíos, muriendo un 20 % de la población polaca existente antes de la invasión durante la ocupación.

## Antecedentes
Una vez finalizada la Primera Guerra Mundial, Alemania es forzada a renunciar a cualquier tipo de pretensión sobre territorios polacos, si bien los artículos 87 a 104 del Tratado de Versalles establecen excepciones sobre los territorios de Dánzig (que queda como Ciudad Libre de Dánzig amparada por la Sociedad de Naciones), el Territorio de Memel y Prusia Oriental (pendiente de un plebiscito sobre su adhesión a Alemania o a Polonia).
Tras el abandono de la Conferencia de Desarme y la Sociedad de Naciones, el siguiente paso de la política exterior de Adolf Hitler fue la firma de un pacto de no agresión entre Polonia y Alemania, que tuvo lugar en 1934. Se trataba de una maniobra política que debilitaba las relaciones franco-polacas a favor de los intereses alemanes.
El 5 de noviembre de 1937 se celebró una reunión de Hitler con el ministro de Exteriores Konstantin von Neurath, el ministro de Guerra Werner von Blomberg y los principales jefes militares. En ella, Hitler establece las líneas a seguir en la política exterior alemana destinadas a asegurar el espacio vital (Lebensraum) necesario para la supervivencia alemana. En dicha reunión, Hitler insta a la resolución del problema de las poblaciones germanas fuera del territorio alemán, declarando a Austria y Checoslovaquia como objetivos inmediatos.
En marzo de 1938, Alemania se anexiona Austria. Hitler fija su atención en Checoslovaquia y consigue parte de su territorio merced al Pacto de Múnich en septiembre. En marzo de 1939 se produce la ocupación y desmembramiento del resto de Checoslovaquia, así como la recuperación del Territorio de Memel (cedida por el Gobierno lituano). Reino Unido y Francia anuncian su intención de socorrer a Polonia en el caso de que sea invadida por Alemania.
El 24 de noviembre de 1938, el jefe del Alto Mando Alemán, Wilhelm Keitel, añade un apéndice a una orden anterior de Hitler sobre la reconstrucción del Lebensraum. 

El Führer ha ordenado que además de las tres eventualidades mencionadas en la directiva anterior, se han de hacer también preparativos para la ocupación por sorpresa por tropas alemanas del Estado Libre de Danzig. Para la preparación se han de tener en cuenta los siguientes principios: La primera suposición es la captura inmediata de Danzig aprovechando una situación política favorable, y no una guerra con Polonia. Las tropas que se usen para este objetivo no deben reservarse al mismo tiempo para hacerse con la región de Memel para que ambas operaciones puedan llevarse a cabo simultáneamente si surge la necesidad.
Wilhelm Keitel, Primer Apéndice a la Orden del 21 de octubre de 1938

En marzo de 1939, el ejército alemán ocupa toda Checoslovaquia, Bohemia y Moravia. Sin embargo, en abril el Gobierno nazi sigue oficialmente buscando una paz negociada con Polonia. Las actas del proceso de Núremberg muestran que, en secreto, los planes para la invasión del país vecino, bautizados como Fall Weiss ('Caso Blanco') están ultimándose. Así, el 3 de abril, el Alto Mando de las Fuerzas Armadas alemanas emite la Directiva para las Fuerzas Armadas 1939/40. En este documento se lee la orden de Hitler «Se han de hacer los preparativos de tal forma que se pueda llevar a cabo la operación (Fall Weiss)». El 11 de abril, Hitler firma una nueva orden dirigida a los Estados Mayores en la que se mencionan «los preparativos que se han de hacer […] para llevar a cabo la guerra». Objetivos: defender las fronteras alemanas, Fall Weiss y la anexión de la Ciudad Libre de Dánzig. El 28 de abril, Hitler conmina la restitución de Danzig en un discurso en el Reichstag, así como en un memorándum dirigido al gobierno polaco. Además exige la construcción de una carretera y una línea de ferrocarril extraterritoriales que la uniesen con el territorio alemán. El gobierno polaco acepta la construcción de la carretera, pero no el ferrocarril ni la cesión de Danzig. La tensión diplomática aumenta.
El 23 de abril Hitler manifiesta su deseo de «atacar Polonia en cuanto sea posible», ordenando a Keitel que remita los planes Fall Weiss al Estado Mayor no más tarde del 1 de mayo. Dicha reunión en la Cancillería del Reich está reflejada en las Actas Schmundt. En la misma reunión, Hitler ordena que los planes de invasión sean secretos incluso para sus aliados italianos y japoneses. El 15 de junio, el Estado Mayor alemán tiene listo el plan de invasión. Se programan para el mes siguiente unas maniobras de verano para concentrar tropas en la frontera polaca sin levantar sospechas, mientras que algunas unidades se envían a Prusia Oriental con la excusa de preparar el 25.º aniversario de la batalla de Tanneberg.

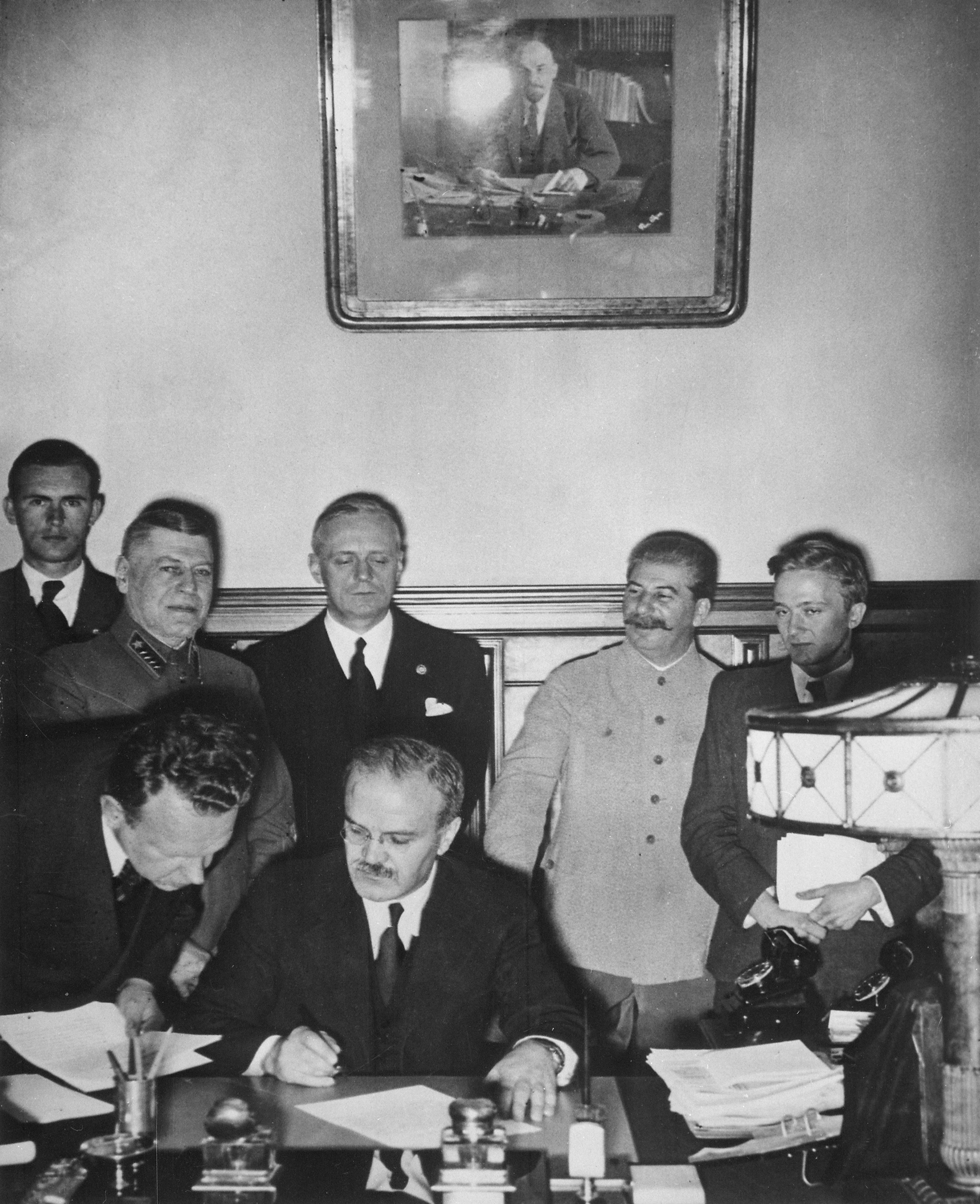
Pacto Ribbentrop-Mólotov Alemania nazi con la Unión Soviética.

El 23 de agosto se firmó el Pacto de No Agresión germano-soviético. Este acuerdo fue recibido con hostilidad por parte de Francia y Reino Unido. Este último firmó a su vez el Pacto de Ayuda Mutua con Polonia el 25 de agosto para el caso en el que cualquiera de los dos países sufriera una agresión. Hitler, que había dado órdenes para que Polonia fuese atacada el 26 de agosto, encajó mal la respuesta británica. La contraorden del ataque llegó tarde para algunas unidades, que ya había entablado combate con los polacos. Goebbels difundió la versión de unas escaramuzas fronterizas en Gleiwitz de las que responsabilizó a Polonia.
El 31 de agosto Hitler firmó la Directiva de Guerra 1 en la que se detallan las órdenes de ataque contra Polonia, así como la fecha y hora previstas del ataque. Las órdenes se entregan en mano a sus destinatarios, que las reciben con doce horas de antelación al ataque.

## Orden de batalla

### Plan de batalla alemán
Conforme al plan aprobado por el Estado Mayor, la Wehrmacht se divide en dos grupos de ejércitos: el principal en el sur, comandado por el Generaloberst Gerd von Rundstedt (que debía partir de Eslovaquia y Silesia) y un segundo grupo al norte, al mando del también Generaloberst Fedor von Bock (que debía partir de Prusia Oriental y Pomerania). El mando de toda la Operación recae en el general Franz Halder.
El Grupo de Ejércitos Norte tiene orden de atacar el corredor polaco hacia el este con el IV Ejército, mientras que el III Ejército ataca hacia el este de Polonia desde sus bases en Prusia Oriental. Una vez que los dos ejércitos contactasen, debían moverse en dirección sur, hacia Varsovia. Por su parte, el Grupo Sur debía atacar desde Silesia y Eslovaquia. 

Situación europea a finales de agosto de 1939, en vísperas de la invasión.

El X Ejército —el más fuerte— se dirigiría directamente hacia Varsovia para desorganizar las defensas polacas en el menor tiempo posible, mientras que su flanco izquierdo era protegido por el VIII Ejército y el XIV Ejército hacía lo propio con el flanco derecho. En cuanto el X Ejército llegase a contactar con el Grupo Norte, las tropas se dedicarían a destruir las unidades enemigas que hubiesen quedado atrapadas, dando fin a la campaña. A sugerencia del general Von Bock, los alemanes avanzaron al este de Varsovia durante la segunda fase de la invasión para impedir que los regimientos polacos pudiesen refugiarse en las marismas del río Prípiat.
Si bien el estado mayor de la Wehrmacht alemana ya tenía planes de aplicación de la blitzkrieg o «guerra relámpago», la campaña alemana en Polonia no incorporó toda esta nueva táctica. De hecho, las fuerzas germanas todavía tenían dificultades de movilización en camiones, y la escasez de grandes carreteras en Polonia motivó que las tropas alemanas utilizaran aún los servicios de la caballería para tareas de reconocimiento y raids en la retaguardia enemiga. Tampoco se abandonó del todo la táctica del «cerco» de amplias posiciones enemigas (y de hecho los alemanes pusieron sitio de modo clásico a la fortaleza polaca de Modlin durante varios días en vez de batirla masivamente con aviación, prefiriendo el uso de la artillería). Las divisiones panzer fueron empleadas aún como «complemento» de la infantería convencional y no para operaciones autónomas, lo que no resultó tan arriesgado como temían von Bock y Rundstedt debido al pequeño número de tanques con que contaba el Ejército polaco.

#### Poderío aéreo alemán
En los años que precedieron a la Segunda Guerra Mundial, Alemania creó una potente fuerza aérea que, en 1939, no podía ser igualada por ningún otro país europeo en potencia de ataque o movilidad. Los bombarderos y cazas de la Luftwaffe superaban fácilmente a sus homólogos en servicio con la Fuerza Aérea Polaca.
En la Campaña de Polonia se emplearon un total de 1580 aviones, asignados en el norte a la Luftflotte del general Albert Kesselring con la Fliegerdivision del Generalmajor Ulrich Grauert, la Lehr-Division del Generalmajor Foerster y el Luftwaffekommando Prusia Oriental del teniente general Wilhelm Wimmer en apoyo de los Ejércitos de Bock. En la parte sur operó la Luftflotte IV de Lohr desde bases en Silesia con la 2ª Fliegerdivision del teniente general Bruno Loerzer y el Fliegerführer del teniente general Wolfram Freiherr (barón) von Richthofen.
Los principales aviones que se utilizaron fueron los Messerschmitt Bf 109E-1, los Junkers Ju 87B-1 (Stuka), donde por primera vez se pudo ver la eficacia de los bombardeos en picado de este avión, los Dornier Do 17Z-2 con base en Heiligenbeil en la Prusia Oriental y los Heinkel He 111.

### Plan de defensa polaco

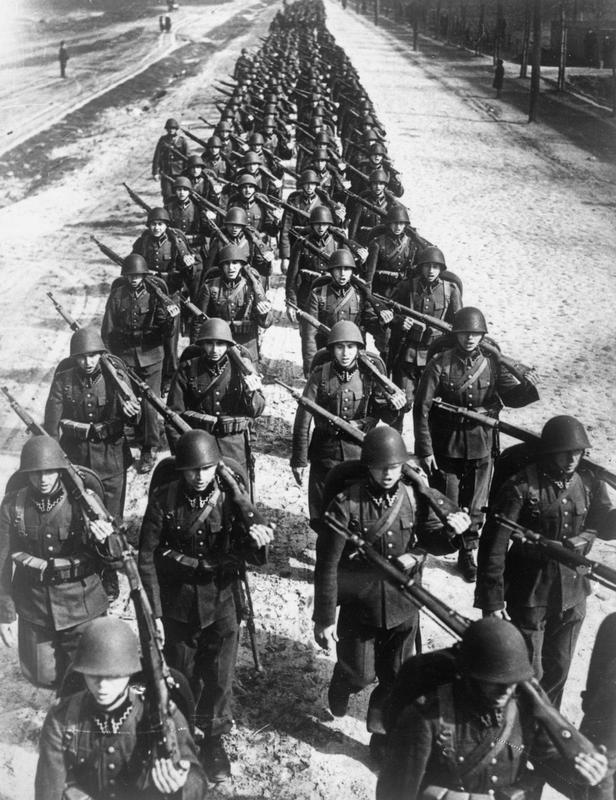
Infantería polaca marchando en 1939.

La defensa de Polonia podía seguir dos estrategias. La primera consistía en defender los 1800 km de frontera con Alemania, protegiendo así las industrias, comunicaciones y grandes centros de población. Esta solución dejaba a los ejércitos polacos en una situación delicada, pues podían ser rodeados con facilidad debido a la gran extensión del frente. La segunda estrategia sería resistir empleando como líneas de defensa el curso de los grandes ríos, como les recomendó el general francés Gamelin en mayo de 1939: resistir en zonas protegidas por ríos, como el Vístula, el San y el Bug esperando la ayuda franco-británica. La desventaja de esta defensa era que los polacos perderían la mayor parte de sus zonas industriales y algunos grandes núcleos de población.

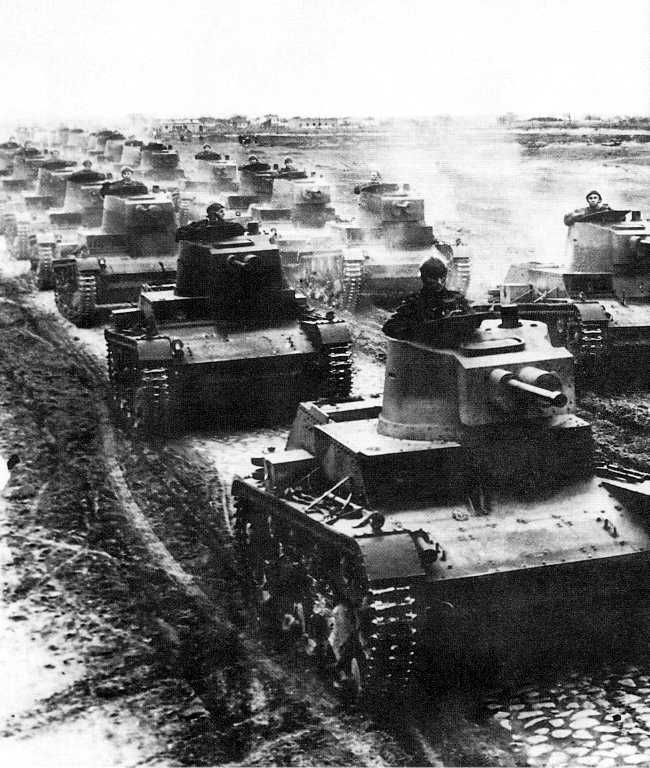
Tanques polacos 7TP

Para la guerra en el mar se había trazado el plan Worek (Saco) que tenía por objeto impedir el desembarco alemán en el litoral polaco. En colaboración con Reino Unido, se había elaborado la Operación Pekín donde se proyectaba que las unidades de superficie polacas se refugiarían en puertos británicos ante la superioridad de la Kriegsmarine alemana.
En total, las fuerzas terrestres polacas estaban agrupadas en siete ejércitos: Ejército de Modlin, Ejército de Pomorze (basado en Pomerania), Ejército de Poznań, Ejército de Łódź, Ejército de Cracovia, Ejército de Lublin y el Ejército de los Cárpatos. También se contaba con un Grupo Operativo. Durante la campaña, se formó el Ejército de Varsovia y el Grupo Operativo de Polesia con restos de los anteriores.
La fuerza aérea polaca desplegaba 433 aviones de primera línea, repartidos entre la Fuerza Aérea Móvil (159 aviones) y las Fuerzas Aéreas de los ejércitos (274 aviones). Aunque eran superados por sus enemigos en cuanto a número y calidad del material, los polacos lucharon con notable valor y tenacidad antes de ser vencidos.[cita requerida] No obstante, 117 aeroplanos pudieron huir hacia Rumanía antes de la derrota final.
Los aviones principalmente utilizados fueron los cazas PZL P.11, los bombarderos pesados PZL P.37 y los aviones de bombardeo ligero PZL P.23b (Karás).

## Comienza la Segunda Guerra Mundial

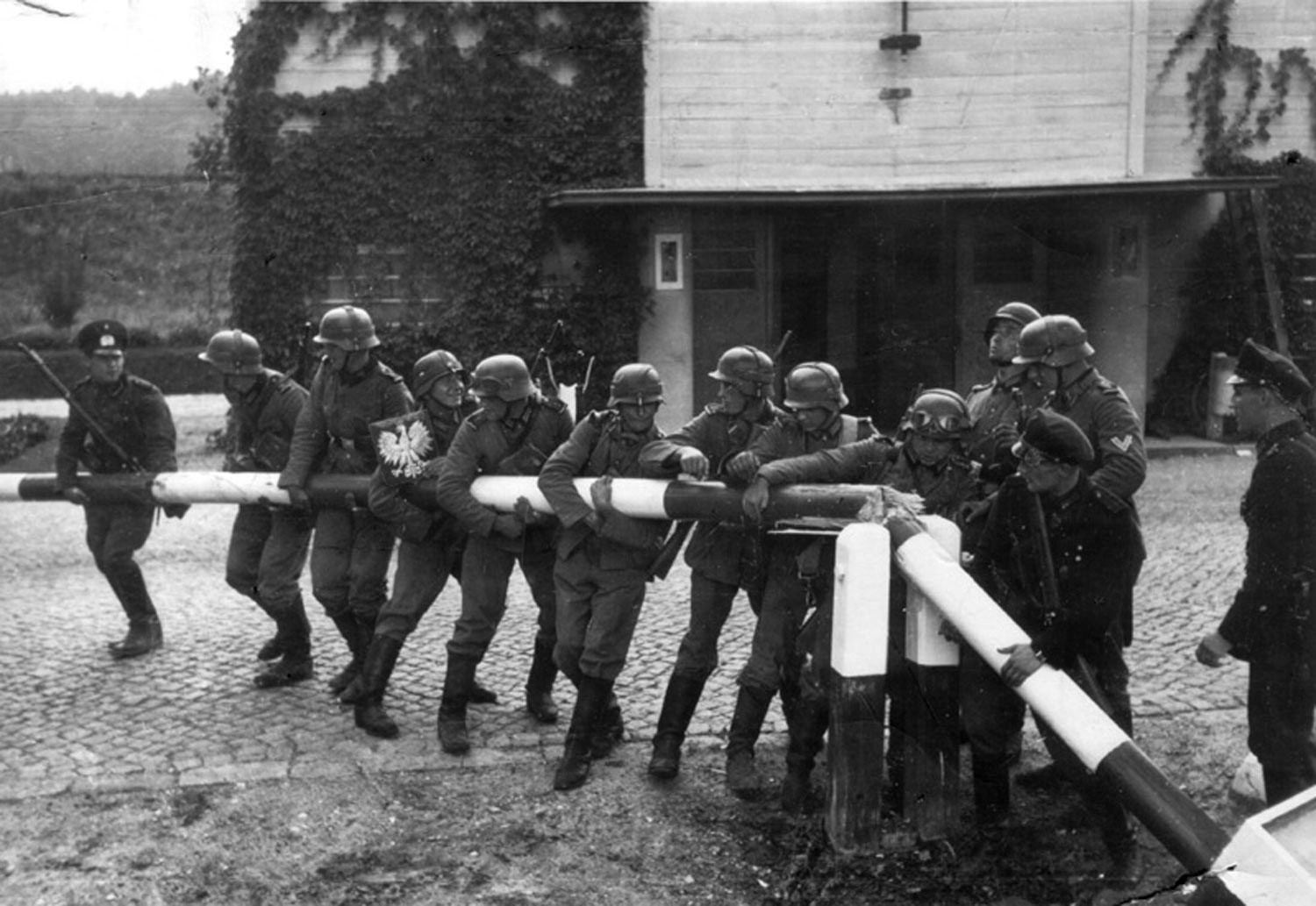
La Wehrmacht cruzando la frontera polaca el 1 de septiembre de 1939.

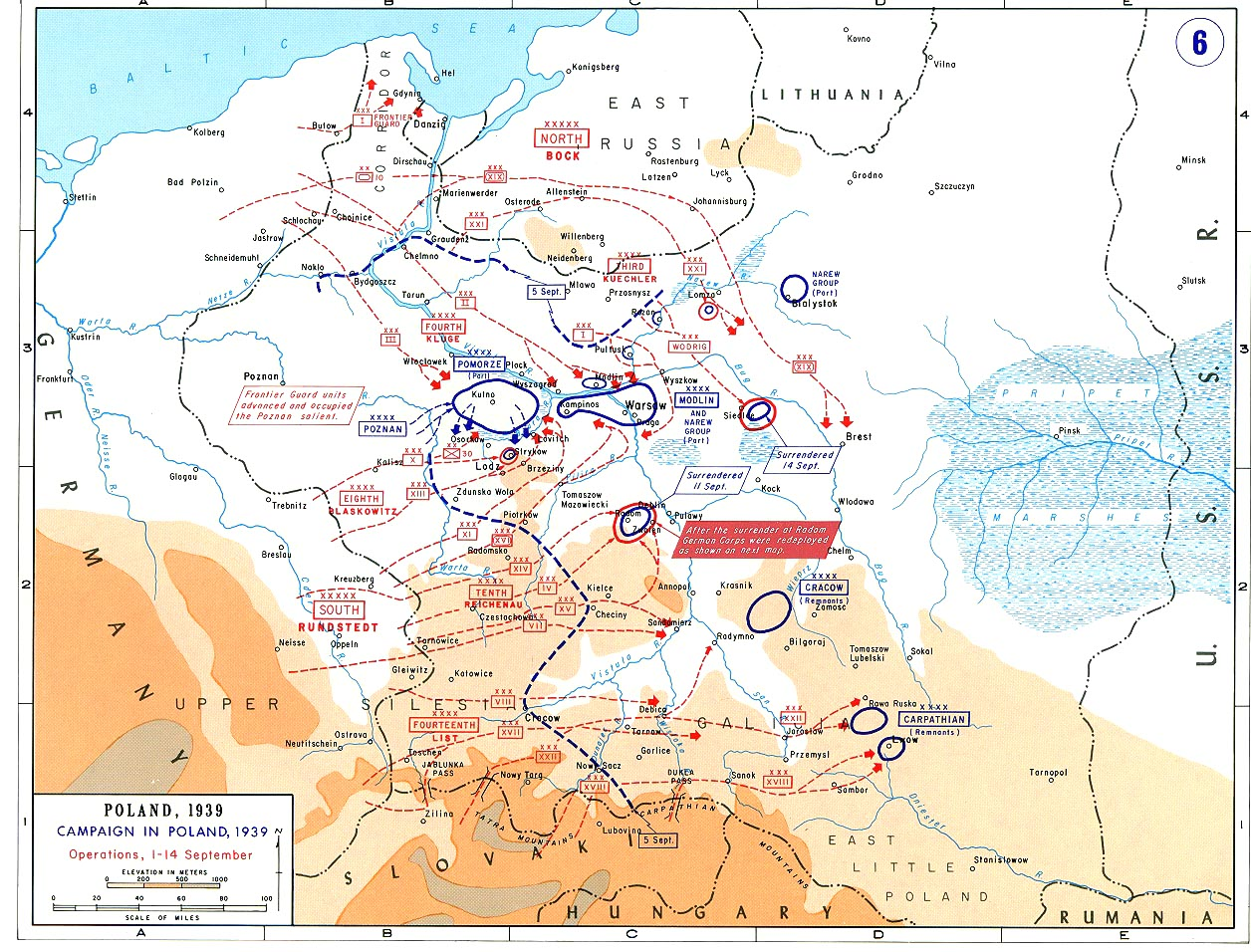
Movimientos de tropas durante la invasión embolsando a las fuerzas polacas.

El 28 de agosto Clare Hollingworth una reportera inglesa corresponsal del The Daily Telegraph, mientras viajaba de Polonia a Alemania, vio y reportó las masivas fuerzas alemanas reunidas en la frontera con Polonia. Al día siguiente, su informe fue el artículo principal de la primera página del Daily Telegraph. Fue la primera en reportar la inminente invasión alemana de Polonia. 
En la noche del 31 de agosto de 1939, un pequeño grupo de agentes alemanes vestidos con uniformes polacos liderados por Alfred Naujocks irrumpieron en una estación de radio de la ciudad de Gleiwitz (actual Gliwice) y proclamaron en polaco un mensaje antigermánico radiado. El objetivo fue hacer creer que el ataque fue producido por saboteadores polacos. Para que dicha acción fuese más creíble, los alemanes recurrieron a prisioneros del campo de concentración de Dachau, quienes fueron fusilados y sus rostros desfigurados para imposibilitar sus identificaciones.
Los polacos tenían atenazadas las pilastras con cargas explosivas en los más relevante pasos fronterizos germano-polaco en la Prusia Oriental, sobre el río Vístula, principalmente los puentes de Dirschau (actual Tczew polaca), uno carretero y otro ferroviario que en cualquier momento podían ser detonadas mediante un largo cable tendido por los puentes primero y luego por el terraplén de la ribera derecha hasta unas casetas junto a la estación, donde estaban los mandos.

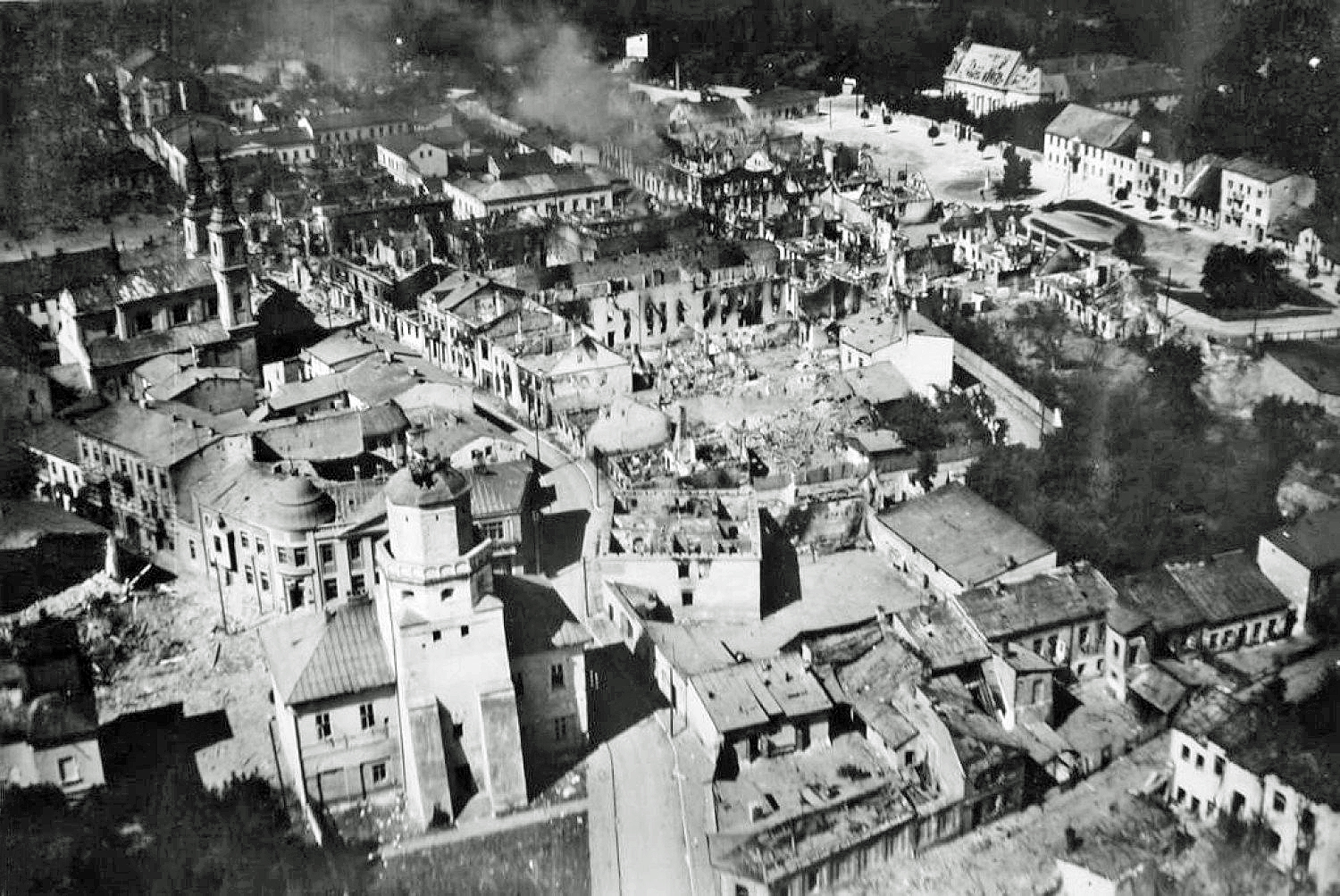
La ciudad Wieluń es conocida por ser víctima de un bombardeo de la Luftwaffe a las 04:40 el 1 de septiembre de 1939.

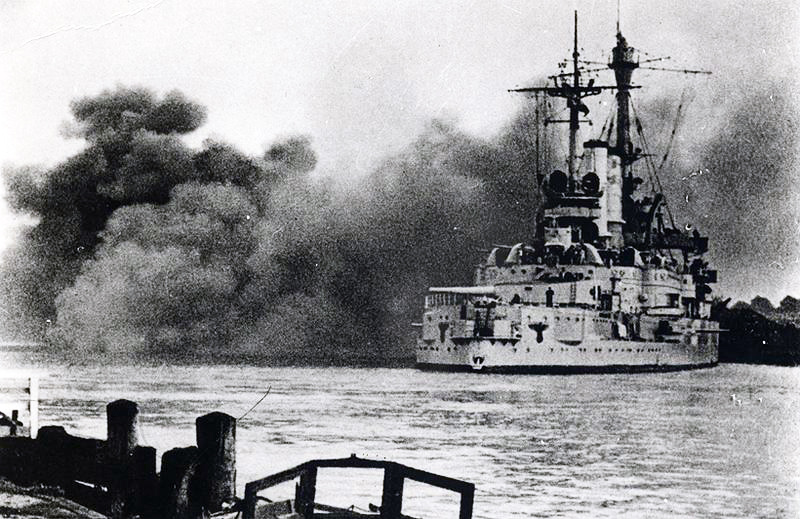
El acorazado Schleswig-Holstein frente a Gdingen el 13 de septiembre de 1939.

Exactamente a las 4:26 horas de la madrugada del 1 de septiembre de 1939, 21 minutos antes del bombardeo de la Westerplatte de Dánzig, el capitán Bruno Dilley, al mando de una escuadrilla de la Luftwaffe compuesta por tres bombarderos Junkers Ju 87, descargó en picado y luego en vuelo rasante las bombas necesarias para cortar el cable de detonación y así evitar la destrucción de las obras de ingeniería que impedirían el avance desde la estación de Dirschau del convoy blindado lleno de soldados alemanes y piezas de artillería listos para intervenir en la invasión. Sin embargo, en un golpe de efecto, los ingenieros polacos consiguieron empalmar los cabos del detonador y las estructuras finalmente saltaron por los aires a las 6:30.
Atracado en el puerto exterior de Dánzig desde el 25 de agosto en visita de buena voluntad,  se hallaba el acorazado Schleswig-Holstein, buque escuela de la Armada alemana. En su interior se ocultaba una fuerza de asalto de 225 marineros al mando del Kapitänleutnant (Teniente de Navío) Hemingsen. El 31 de agosto, el Kapitän zur See (capitán de navío) Kleinkamp recibe la orden de ataque: Y=1.9.0445. Así, en la madrugada del 1° de septiembre, a las 4.47, ordena que sus cuatro piezas de artillería de 280 mm junto con las cinco de 150 mm de la banda de babor abran fuego contra la fortaleza de la península de Westerplatte, defendida por 180 hombres.
El comandante de la flotilla de submarinos polaca da la orden de ejecutar el plan Worek, y los submarinos comienzan a hostigar a los buques alemanes durante todo el día. A las 05:30 se envió a los Dornier Do 17 a atacar las cercanías del puente de Dirschau, y Varsovia fue atacada ya el primer día, a las 06:00 horas. La Luftwaffe ataca la base aeronaval de Puck, destruyendo el destacamento y perdiendo la vida su Comandante, el primer oficial naval caído de la Segunda Guerra Mundial. A las 06:15 un vuelo de patrulla del Escuadrón III/2 se encuentra sobre Balice (Cracovia) con bombarderos alemanes que regresan tras haber atacado el aeropuerto de Rakowice (Cracovia). A las 14:00 horas es la base de Gdynia la que es bombardeada por Stukas, hundiendo un torpedero y dañando tres buques más.

## Desarrollo de la invasión a Polonia

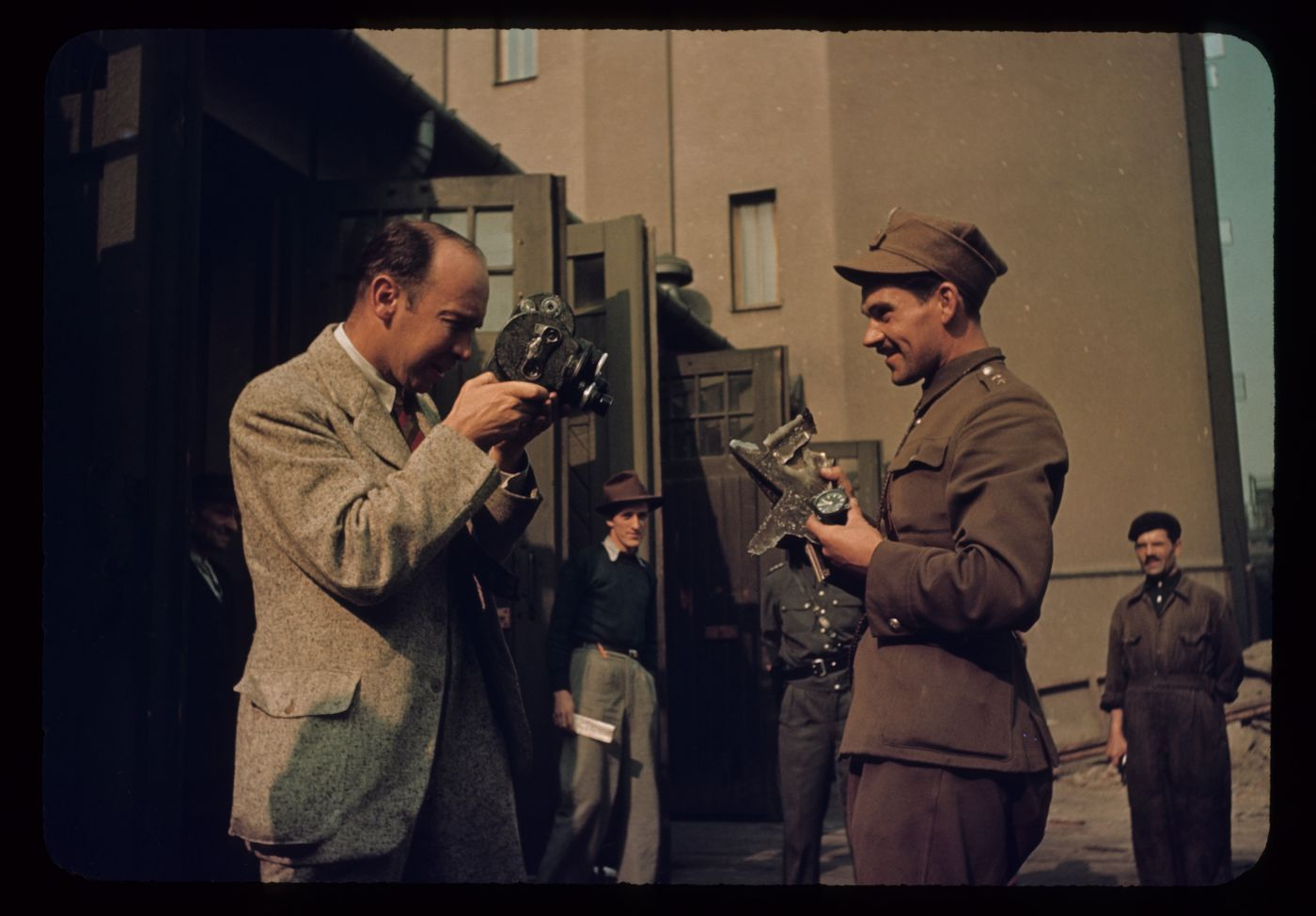
El comienzo de la invasión alemana de Polonia. Un soldado polaco muestra a un periodista estadounidense un fragmento de un bombardero alemán He-111 que acaba de ser derribado por los polacos. Fotografía Kodachrome tomada en septiembre de 1939.

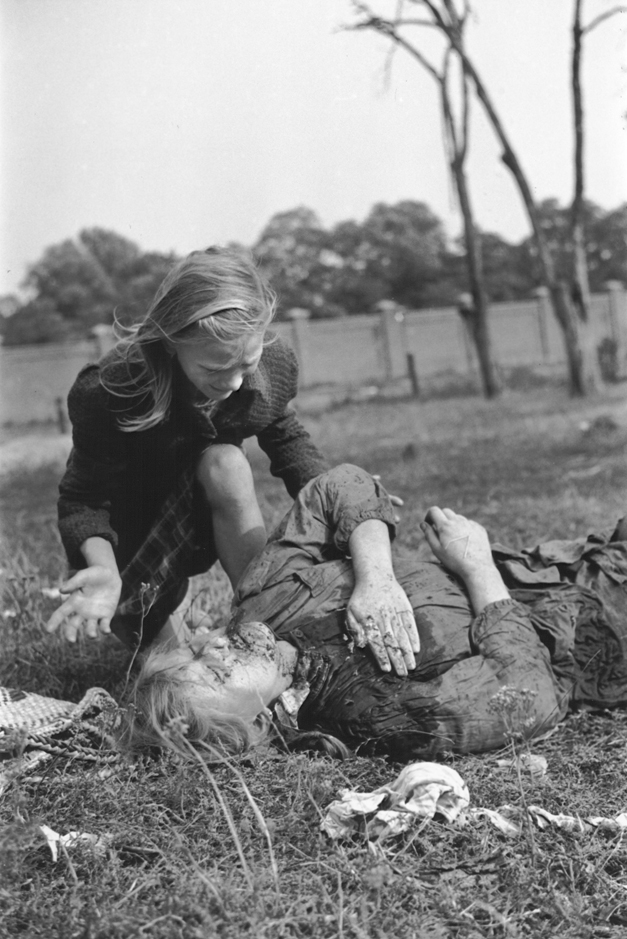
Víctima civil de los bombardeos de Varsovia, 13 de septiembre de 1939.

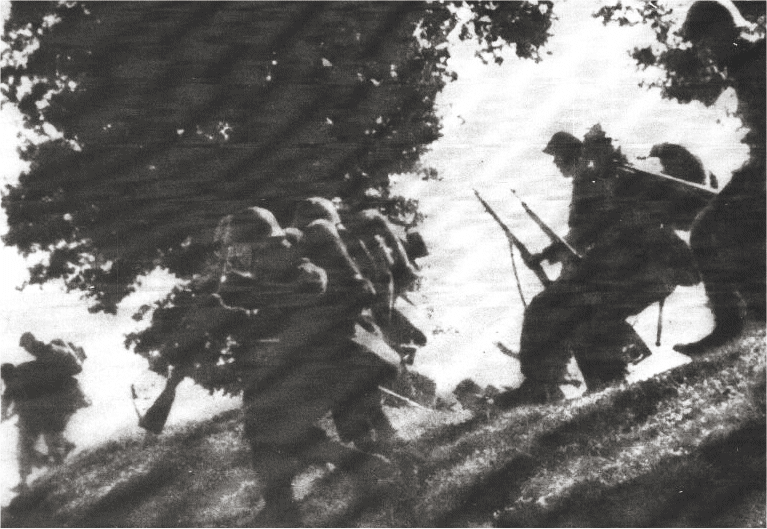
División de la infantería polaca durante la batalla de Bzura.

- Batalla de Mława (1–3 de septiembre). El ejército polaco intenta retrasar el avance alemán, retirándose para formar una línea defensiva lo más cerca posible de la frontera.
- Campaña aérea: la Luftwaffe desarrolló la táctica de atacar aeródromos militares polacos, pero este plan resultó efectivo solamente durante los primeros días de la campaña, en tanto la aviación polaca contaba con defensas antiaéreas y evitó mantener grandes masas de aparatos al alcance de los bombardeos alemanes. La superioridad aérea alemana resultó generada por la mejor calidad de sus aviones y su superioridad numérica, por lo cual la aviación militar polaca pudo combatir efectivamente solamente durante las primeras dos semanas de lucha. Pese a esto, los aviones polacos junto con su artillería antiaérea destruyeron 285 aparatos alemanes, perdiendo la aviación polaca 333 aeroplanos.
- Toma de Westerplatte (1–7 de septiembre). La primera guarnición costera polaca atacada por los alemanes en la península de Westerplatte, en la Pomerania polaca, resiste por 7 días bombardeos desde el mar y el aire antes de capitular.
- Batalla de Wizna (7-10 de septiembre). Es conocida como la Termópilas Polaca ya que una pequeña fuerza de apenas un batallón y tres compañías resistió durante tres días en un área fortificada cerca de la ciudad de Łomża ante una fuerza alemana de tres divisiones provenientes de Prusia Oriental, numéricamente muy superior. Las unidades polacas resultaron casi aniquiladas, siendo apresada por los alemanes menos de la décima parte de la guarnición.
- Batalla de Bzura (7–20 de septiembre). Contraataque sorpresa del Ejército polaco por parte del Ejército de Pomorze y del Ejército de Poznan, que hacen retroceder a varias divisiones alemanas. La mayor movilidad de las tropas alemanas (18 divisiones, incluyendo panzer) y la falta de suministros hacen que los polacos no puedan aprovechar el contraataque y deban retirarse para evitar un cerco.
- Asedio de Varsovia, 8-28 de septiembre. Última defensa de la ciudad antes del alzamiento de Varsovia.
  - 1.ª Batalla de Varsovia (9–24 de septiembre). Primer intento alemán de tomar Varsovia mediante un ataque veloz de columnas motorizadas y tanques, rechazado por las defensas polacas.
  - 2ª Batalla de Varsovia (25–28 de septiembre). Bombardeo aeroterrestre de Varsovia, mientras los alemanes reanudan su ataque con tropas motorizadas y batallones panzer. La capital polaca cuenta para entonces con menos infantería y artillería disponible para su defensa, y capitula por falta de suministros.
- Batalla de Brest Litovsk (14-17 de septiembre) fue una batalla, cerca de la ciudad de Brześć Litewski (ahora Brest, Bielorrusia), donde tropas alemanas llegadas de Prusia Oriental cercan a la guarnición polaca allí establecida. Las fuerzas polacas deben romper el cerco y abandonar la ciudad para no ser aniquiladas.
- Batalla de Leópolis. (12-22 de septiembre). Defensa de la ciudad Lvov contra avances alemanes tras la caída de Brest. Tras rechazar los ataques alemanes llegados desde el noroeste de la ciudad y sufrir serias pérdidas, los batallones polacos se ven incapaces de detener el ataque soviético que se inicia desde el este el día 18 de septiembre. Los soviéticos toman la ciudad el 22 de septiembre.
- Batalla de Tomaszów Lubelski (17-26 de septiembre). Batalla de carros entre 80 tanques polacos y alemanes. Los tanques polacos rechazan un avance alemán por breve tiempo, para evitar un cerco de más unidades polacas, pero son vencidos en inferioridad numérica ante los alemanes.
- Toma de la fortaleza de Modlin (14–29 de septiembre). Divisiones polacas amenazan el avance alemán desde la Fortaleza de Modlin (unos 20 kilómetros al noroeste de Varsovia), pero la rendición de la capital polaca hace insostenible la posición.
- Batalla de Kock (2–6 de octubre). Última batalla de la guerra. El general polaco Franciszek Kleeberg reagrupa a las últimas unidades polacas en el sureste del país para huir hacia Rumania, logrando este fin tras sufrir serias bajas durante el ataque alemán.